# Cradily
Cradily (japanski: ユレイドル Yureidoru) jedan je od 1025 fiktivnih vrsta Pokémona iz medijske franšize Pokémon, skupa Pokémon videoigara, animiranih serija, manga stripova, knjiga, igraćih karata i drugih medija kojima je tvorac Satoshi Tajiri. Svrha je Cradilyja u videoigrama, animiranoj seriji i manga stripovima, kao i svrha ostalih Pokémona, borba s divljim Pokémonima – neukroćenim stvorenjima koje igrači i likovi pronalaze dok kreću na razne avanture – i pripitomljenim Pokémonima drugih Pokémon trenera.
Njegovo ime kombinacija je engleskih riječi "cradle" = kolijevka, što se odnosi na to da je Cradily drevni Pokémon, i "lily" = ljiljan, u ovom slučaju morski ljiljan, biljka na kojoj se temelji lik Cradilyja.

## Biološke karakteristike
Cradily je impresivan Pokémon s crnim licem, zelenim kamenim oklopom i nizom od osam ružičastih krakova koji rastu iza njegove glave nalik na kacigu. Cradily je izumro prije 100 milijuna godina te je bio čest primjer tijekom Krede. Njegov izgled posjeduje karakteristike morskog ljiljana, meduza, cvijeta, sauropoda i sidra.
Cradily je Pokémon koji nastanjuje mora te pravi svoje gnijezdo u plićacima toplijih voda. Iz tog razloga, tijekom oseke moguće je vidjeti Cradilyja na mjestima gdje je prije bilo morsko dno, a sada je mokra plaža. U posebno burnim i nemirnim obalama, Cradily usidri samoga sebe svojim teškim, posebno oblikovanim donjim dijelom tijela da ga ne bi odnijele struje u dublje dijelove mora.
Kada lovi, Cradily kreće u dublje dijelove oceana, vukući svoje teško tijelo jer mu njegovo posebno oblikovano tijelo, građeno poput sidra, onemogućuje da slobodno pliva ili pluta u vodi, ili da izađe na površinu vode. Kada Cradily spazi plijen, produžuje svoj vrat nalik deblu i svojih osam krakova da bi uhvatio žrtvu, i tada koristi snažnu kiselinu koju izlučuju krakovi kako bi figurativno otopio plijen prije nego što ga proguta.

## U videoigrama
Cradilyja se može dobiti razvijanjem Lileepa kada ovaj dostigne 40. razinu. Lileepa se može pronaći jedino u Pokémon Ruby, Sapphire i Emerald videoigrama, i to samo jedan primjerak.
Cradily ima veoma dobre napadačke i obrambene statistike, povećane njegovim dvostrukim Travnatim/Kamenim tipom koji mu daje slabosti na Ledene, Borbene, Čelične i Buba napade, te otpornost na Normalne i Električne napade. Njegova paleta tehnika veoma je promjenjiva. Dostupne su mu mnoge napadačke tehnike kao što su Potres (Earthquake), Muljevita bomba (Sludge Bomb), te STAB – podupiranim napadima poput Drevne moći (Ancientpower) i Giga isušivanje (Giga Drain), kao i uznemirujućim tehnikama poput Zbunjujuće zrake (Confuse Ray) i tehnikama podizanja statistika kao što je Amnezija (Amnesia), čiji su učinci i dalje podupirani sposobnošću Usisavajućih čašica (Suction Cups), koje protivniku onemogućuju da Cradilyja izbaci silom iz igre napadima kao što su Rika (Roar) i Vihor (Whirlwind). S još nekim tehnikama kao što su Ukorjenjivanje (Ingrain) i San (Rest), Cradilyja se često koristi kao "tanker" Pokémona (jedan koji se dugo odupire protivnikovim napadima).

## U animiranoj seriji
U epizodi 379 Pokémon animirane serije, Ash, May, Brock i Max dolaze na otok udaljen od kopna. Na njemu postoje mnogi Pokémon fosili uključujući Lileepa, Cradilyja, Anoritha i Armalda. Cradilyja se može vidjeti kada Max, zatim i drugi, uđu u šumu.   